# Nadia från de mystiska haven
Nadia från de mystiska haven (japanska: ふしぎの海のナディア?, Fushigi no umi no Nadia) är japansk animerad TV-serie från 1990, animerad av Gainax, med regi av Hideaki Anno och Shinji Higuchi. Serien är löst baserad på Jules Vernes bok en världsomsegling under havet.

## Handling
Jean, en ung uppfinnare deltar i en flygtävling vid världsutställningen i Paris 1889. Där träffar han Nadia, en cirkusartist. Jean räddar henne från Grandis, en bandit som skoningslöst förföljer Nadia för att stjäla Bluewater, en gåtfull ädelsten som hon bär runt sin hals. Efter en flykt befinner sig Jean och Nadia ombord på Nautilus, en mystisk ubåt under befäl av kapten Nemo. Han tar dem med på ett äventyr som de inte kunnat drömma om.

## Utgåvor
Nadia och de mystiska haven har getts ut i flera utgåvor både på DVD och Blu-ray. För den svenska marknaden finns dock endast DVD-utgåva på den avslutande långfilmsproduktionen.

## Rollfigurer
- Nadia La Arwall en 14-årig cirkusprinsessa
- Jean en intelligent uppfinnare
- Marie en fyraårig föräldralös som dyker upp i avsnitt 5

## Leksaker
Nadia från de mystiska haven finns också som leksaker från  Mandarake.

## Röster
| Figur              | Röst              |
| ------------------ | ----------------- |
| Nadia              | Yoshino Takamori  |
| Jean               | Noriko Hidaka     |
| King               | Toshiharu Sakurai |
| Carlsberg          | Yūko Mizutani     |
| Kapten Nemo        | Akio Ōtsuka       |
| Sanson             | Kenyu Horiuchi    |
| Grandis            | Kumiko Takizawa   |
| Electra            | Kikuko Inoue      |
| Gargoyle/berättare | Motomu Kiyokawa   |

### Webbkällor
- https://myanimelist.net/anime/1251/Fushigi_no_Umi_no_Nadia
- https://www.imdb.com/title/tt0096591/